# Thackeray Phin
Thackeray Phin est le nom d'un détective amateur londonien créé par l'écrivain américain John Thomas Sladek. Le personnage assez excentrique tient à la fois de Sherlock Holmes et du père Brown. Il apparaît dans quelques nouvelles du recueil Maps (publié par David Langford en 2002) et dans deux romans.

## Romans policiers
- Black Aura (1974) Publié en français sous le titre L'Aura maléfique, Paris, Fleuve noir, coll. Engrenage, no 133, 1985 ; réédtion, Paris, Clancier-Guénaud, coll. Série 33 no 7, 1988
- Invisible Green (1977) Publié en français sous le titre L'Invisible Monsieur Levert, Paris, Éditions PAC, coll. Red Label, 1979 ; réédtion, Paris, Clancier-Guénaud, coll. Polars no 25, 1987

## Recueil de nouvelles
- Maps (2002), publié par David Langford

## Nouvelles isolées
- By an Unknown Hand (1972) Publié en français sous le titre La Première Enquête de Thackeray Phin, Paris, Revue Polar, hors-série no 2, 1981
- The Locked Room (1972) Publié en français sous le titre La Dernière Chambre close, dans Vingt mystères de chambres closes, Paris, Terrain Vague, coll. Bibliothèque de l'insolite, 1988

## Sources
- Claude Mesplède (dir.), Dictionnaire des littératures policières, vol. 2 : J - Z, Nantes, Joseph K, coll. « Temps noir », 2007, 1086 p. (ISBN 978-2-910-68645-1, OCLC 315873361), p. 792-793.